# Peter Gruel
Peter Gruel, auch Petrus Gruwel (* vor 1505; † 1559) war ein deutscher Hochschullehrer und Kommunalpolitiker. Er lehrte ab 1514 an der Universität Greifswald und war ab 1520 Ratsherr, ab 1539 Bürgermeister von Greifswald.

## Leben
Peter Gruel war Angehöriger einer alten, aus Mecklenburg stammenden Patrizierfamilie. Er selbst stammte aus der Stadt Laage. Ab August 1505 war er an der Universität Rostock eingeschrieben und erwarb hier im Wintersemester 1506/07 den Grad eines Bakkalars. 1514 wurde er durch den pommerschen Herzog Bogislaw X. an die Universität Greifswald geholt. Hier lehrte er als Professor an der Artistenfakultät, deren Dekan er zeitweise war.
In der stürmischen Zeit zu Beginn der Reformation – von 1527 bis 1539 musste die Universität sogar ihren Lehrbetrieb einstellen – wechselte er 1520 als Ratsherr in den Rat der Stadt Greifswald. 1539 wurde er Bürgermeister von Greifswald.
Peter Gruel zog seinen Verwandten Georg Gruel nach Greifswald nach, der ebenfalls Professor an der Artistenfakultät und zeitweise deren Dekan wurde und der 1535 ebenfalls in den Greifswalder Rat wechselte. 
Nach handschriftlichen Aufzeichnungen des später lebenden Greifswalder Professors Jakob Gerschow (1587–1655) soll Peter Gruel zum Rektor der Universität bestimmt gewesen sein. Es lässt sich nicht sagen, ob er dieses Amt angetreten hat.
Peter Gruel war in erster Ehe mit Anna Kannegeter, nach deren Tod in zweiter Ehe mit Katharina Apenborch verheiratet. Sein Sohn Christoph Gruel wurde Jurist und Professor in Greifswald, sein Sohn Peter Gruel (II.) wurde Ratsherr in Greifswald.